# Кубок мира по хоккею с мячом
Кубок мира по хоккею с мячом (англ. World Cup Bandy) — ежегодный международный турнир по хоккею с мячом среди клубных команд.
Проводился ежегодно в шведских городах Юсдале (1974—2008 гг.) и Сандвикене (2009—2019 гг.).
В 2020 году Кубок мира должен был пройти в Красноярске с 17 по 20 декабря, но из-за пандемии коронавирусной инфекции COVID-19 был отменён, по тем же причинам не будет проводиться и розыгрыш 2021 года.
Несмотря на название, разыгрывается не между национальными сборными, а между клубными командами со всего мира, чем и отличается от чемпионата мира.
С упразднением в 2009 году Кубка европейских чемпионов, приобрёл статус главного клубного турнира планеты.
Турнир учреждён в 1974 году, в том же году был зарегистрирован в ФИБ как официальный турнир для клубных команд. В первые годы турнир был приурочен к ежегодной ярмарке, проводимой в Юсдале. В первых розыгрышах принимали участие только шведские клубы. Современное название «Кубок мира» получил с 1980 года. В «2008 году последний свой розыгрыш принял Юсдаль, а полуфинальные матчи и финал прошли в Эдсбюне под сводами Дина Арены», так  как неполадки с холодильными установками на открытом стадионе в Юсдале не позволили подготовить лёд к решающим матчам.
Впервые советские команды приняли участие в турнире в «1979 году, СССР представлял красноярский Енисей», ставший полуфиналистом турнира.
Название может изменяться, поскольку может включать название титульного спонсора, меняющегося от турнира к турниру.
Носил названия:
- 1974—1975 гг. — DAF-Cupen
- 1976—1979 гг. — Dex-Cupen
- 1980—1983 гг. — Dex World Cup
- 1984—1985 гг. — World Cup Ljusdal
- 1986—1998 гг. — SJ World Cup
- 1999—2000 гг. — Ljusdal World Cup
- 2001—2004 гг. — Bandy World Cup
- 2005 г. — Polar Bandy World Cup
- 2006—2008 гг. — ExTe World Cup Bandy

Кубок мира 33 раза завоёвывали команды из Швеции (в том числе клуб «Вестерос» — 7 раз в 1987, 1989, 1994, 1997, 2000, 2014 и 2016 гг., «Болтик» из Карлстада — 6 раз в 1980, 1981, 1985, 1986, 1995 и 1996 гг.), 12 раз — советские и российские команды («Енисей» в 1982, 1984, 2011 и 2015 гг., «Водник» в 2003 и 2004 гг., «Зоркий» в «1990 и 2012 гг., Динамо-Москва» в 2006, 2007 и 2013 гг. и «Динамо-Казань» в 2010 г.), 1 раз (в 1976 г.) — команда Оулун Луйстинсеура (ОЛС) из Оулу (Финляндия).
Турнир является одним из самых экзотических в мире. Его матчи (2 тайма по 30 минут) традиционно проводятся в формате «нон-стоп», то есть практически круглосуточно.
Начиная с 2003 года в Эдсбюне (Швеция) проводится Кубок мира по хоккею с мячом среди женских команд.

## Все обладатели Кубка мира
- 1974 «Сандвикен» (Швеция)
- 1975 «Бруберг» (Швеция)
- 1976 «Оулун Луйстинсеура» (Финляндия)
- 1977 «Бруберг» (Швеция)
- 1978 «Бруберг» (Швеция)
- 1979 «Эдсбюн» (Швеция)
- 1980 «Болтик» (Швеция)
- 1981 «Болтик» (Швеция)
- 1982 «Енисей» (СССР, Красноярск)
- 1983 «Бруберг» (Швеция)
- 1984 «Енисей» (СССР, Красноярск)
- 1985 «Болтик» (Швеция)
- 1986 «Болтик» (Швеция)
- 1987 «Вестерос» (Швеция)
- 1988 «Ветланда» (Швеция)
- 1989 «Вестерос» (Швеция)
- 1990 «Зоркий» (СССР, Красногорск)
- 1991 «Эдсбюн» (Швеция)
- 1992 «Сириус» (Швеция)
- 1993 «Ветланда» (Швеция)
- 1994 «Вестерос» (Швеция)
- 1995 «Болтик» (Швеция)
- 1996 «Болтик» (Швеция)
- 1997 «Вестерос» (Швеция)
- 1998 «Фалу» (Швеция)
- 1999 «Хаммарбю» (Швеция)
- 2000 «Вестерос» (Швеция)
- 2001 «Хаммарбю» (Швеция)
- 2002 «Сандвикен» (Швеция)
- 2003 «Водник» (Россия, Архангельск)
- 2004 «Водник» (Россия, Архангельск)
- 2005 «Болльнес» (Швеция)
- 2006 «Динамо» (Россия, Москва)
- 2007 «Динамо» (Россия, Москва)
- 2008 «Эдсбюн» (Швеция)
- 2009 «Хаммарбю» (Швеция)
- 2010 «Динамо-Казань» (Россия, Казань)
- 2011 «Енисей» (Россия, Красноярск)
- 2012 «Зоркий» (Россия, Красногорск)
- 2013 «Динамо» (Россия, Москва)
- 2014 «Вестерос» (Швеция)
- 2015 «Енисей» (Россия, Красноярск)
- 2016 «Вестерос» (Швеция)
- 2017 «Сандвикен» (Швеция)
- 2018 «Вилла Лидчёпинг» (Швеция)
- 2019 «Болльнес» (Швеция)